# Liotyphlops trefauti
Liotyphlops trefauti là một loài rắn trong họ Anomalepididae. Loài này được Freire, Caramaschi, Suzart Argolo mô tả khoa học đầu tiên năm 2007.